# Foto Strakosha
Foto Strakosha (ur. 29 marca 1965 w Tepelenie) – piłkarz albański grający na pozycji bramkarza. Rekordzista Albanii pod względem występów w piłkarskiej reprezentacji Albanii - 73 mecze.
Swoją karierę rozpoczynał w zespole Minatori. Większość swej kariery spędził w Grecji występując w PAS Janina, Ethnikos Asteras, Olympiakos SFP, Panionios GSS, AO Ionikos, PAE Kalamata, AO Proodeftiki i Kallithea F.C. W reprezentacji narodowej zadebiutował 30 maja 1990.